# توسع الأوعية اللمفية
توسع الأوعية المفية (بالإنجليزية: Lymphangiectasia or lymphangiectasis)‏ هو تمدد مرضي للأوعية اللمفاوية، عندما يحدث ذلك في أمعاء الكلاب، وفي حالات نادرة من البشر، فإنه يسبب مرضًا يعرف باسم «تضخم الغدد اللمفاوية المعوية»، هذا المرض يتميز بتوسع الأوعية اللمفاوية، والإسهال المزمن وفقدان البروتينات مثل مصل الألبومين والجلوبيولين، ويعتبر أن يكون شكل مزمن من اعتلال الأمعاء بخسارة البروتين.

## العلامات والأعراض
يُنظر إلى الإسهال المزمن دائمًا تقريبًا مع تضخم الغدد اللمفاوية، ولكن معظم العلامات الأخرى ترتبط بمستويات منخفضة من بروتين الدم (نقص بروتيني الدم)، مما يسبب انخفاض ضغط الجرمي، وتشمل هذه العلامات الاستسقاء، الإنصباب الجنبي، وذمة الأطراف والجذع، ويعتبر فقدان الوزن مع المرض على المدى الطويل.

## الأسباب
خزعة من الأمعاء الدقيقة يظهر تمدد من اللبنات الزغب وانتفاخ الأوعية اللمفاوية، انخفاض تدفق الليمفاوية يؤدي إلى متلازمة سوء الامتصاص في الأمعاء الدقيقة، وخاصة من الدهون والفيتامينات القابلة للذوبان في الدهون، تمزق اللمفاويات يسبب فقدان البروتين في الأمعاء.
كان السبب الأكثر شيوعًا لللمفاويات هو التشوه الخلقي في اللمفاويات، قد يكون سبب العقد اللمفية الثانوية هو الورم الحبيبي أو السرطان الذي يسبب انسداد اللمفاوي، أو زيادة الضغط الوريدي المركزي (سي في بي) مما تسبب في التصريف اللمفاوي غير الطبيعي، يمكن أن يكون سبب زيادة الضغط الوريدي المركزي هو التهاب التامور أو قصور القلب الأيمن. يمكن أن يؤدي مرض التهاب الأمعاء أيضًا إلى التهاب اللمفاويات وتشنج الخلايا اللمفية من خلال هجرة الخلايا الالتهابية عبر اللمفاوية.

## التشخيص
التشخيص من خلال الخزعة، وجود نقص بروتين الدم، وانخفاض الخلايا الليمفاوية في الدم، وانخفاض الكولسترول يدعم التشخيص، نقص كلس الدم (نقص الكالسيوم) يُرى أيضًا بسبب سوء امتصاص فيتامين (د) والكالسيوم، والتشخيص الثانوي البروتين منخفض الكالسيوم، قد تظهر الموجات فوق الصوتية الطبية حدوث تخطيط في الغشاء المخاطي في الأمعاء مما يشير إلى أن الالتهابات المتوسعة.

## العلاج
العلاج متعدد العوامل، اتباع نظام غذائي منخفض جدا من الدهون وعالية البروتين عالي الجودة أمر ضروري، يمكن أن تنطوي معالجة البشر أيضًا على استخدام زيت جليسريدات ثلاثية متوسطة الحلقات أو دواء أكتريوتيد، في الكلاب، يجب أن تستكمل الفيتامينات القابلة للذوبان في الدهون ( فيتامين ألف، فيتامين دي، فيتامين إي، فيتامين ك)، قد تكون هناك حاجة لعلاج كورتيكوستيرويد مدى الحياة، يمكن استخدام المضادات الحيوية لعلاج فرط نمو البكتيريا، في حالة وجود زلال مصل منخفض للغاية، قد يكون نقل الدم باستخدام بلازما الدم أو ضخ عقار هيدروكسي ايثيل النشا ضروريًا لعلاج العلامات حتى يصبح النظام الغذائي ساري المفعول.
نادراً ما يتم علاج توسيع الأوعية الدموية لكن يمكن أن يبقى في الشفاء لفترة طويلة، يمكن أن تكون قاتلة عندما لا تستجيب للعلاج.

## الحيوانات
تشمل سلالات الكلاب التي تتأثر عادةً بالتهاب الغدد اللمفاوية و / أو اعتلال الأمعاء الناقص البروتين (Soft-Coated Wheaten Terrier, Norwegian Lundehund, Basenji, and Yorkshire Terrier)